# Robczysko (osada leśna)
Robczysko – osada leśna w Polsce, położona w województwie wielkopolskim, w powiecie leszczyńskim, w gminie Rydzyna.
W latach 1975–1998 miejscowość administracyjnie należała do województwa leszczyńskiego.